# Megaloceros
Megaloceros, rod izumrlih jelena iz tribusa Megalocerini. Jeleni roda Megaloceros (grč: megalos + keras, doslovno "veliki rog"; vidi također Lister, 1987.) mogli su se naći u cijeloj Euroaziji od kasnog pliocena do kasnog pleistocena, a bili su vrlo bitni biljojedi tokom ledenih doba. Najveća i najpoznatija vrsta bila je Megaloceros giganteus.
Većina pripadnika tog roda bile su vrlo velike životinje koje su pretežno nastanjivale pašnjake ili otvorene šume. Većina vrsta je u ramenima imala visinu manju od 2 metra. S druge strane, mnoge mediteranske vrste bili su odlični primjeri otočne patuljastosti, među njima i sardinijska (i korzikanska, jer su ti otoci tokom većeg dijela pleistocena bili spojeni) vrsta M. cazioti, koja je imala visinu od jedva jednog metra. Razne vrste kretskog roda Candiacervus - od kojih je najmanja (C. rhopalophorus) imala visinu od samo 65 cm u ramenima - ponekada se uključuju u rod Megaloceros kao podrod.
Veće vrste roda Megaloceros bile su morfološki slične losu i vapitiju. Međutim, pokazalo se da je to posljedica povećanja njihove veličine. U pravom su srodstvu s jelenima roda Dama, koji je bio u sklopu kasnoneogenskog širenja srodnika tih jelena po Euroaziji; do danas su opstala samo dva taksona koji ih predstavljaju. (Lister et al. 2005, Hughes et al. 2006)
Iako većina istraživanja svrstava sve vrste u rod Megaloceros, on se ponekada promatra u ograničenijem pogledu. U najekstremnijem slučaju, ograničava se na vrste M. antecedens i M. giganteus, dok se ostale odvajaju u rodove Praemegaceros (europsko porijeklo) i Sinomegaceros (istočnoazijsko porijeklo). Dok je posljednji vjerojatno validan podrod, za rod Praemegaceros se mora detaljnije istražiti srodstvo s Megaloceros sensu stricto i Candiacervus.

## Opis
Najpoznatija vrsta, Megaloceros giganteus, u ramenima je imala visinu od oko 2 metra, što ju je činilo velikom kao i današnji los, iako je bila mnogo lakše građena, s dužim nogama. Rogovi, koje su imali samo mužjaci, prestizali su veličinu rogova svih današnjih jelena. Imali su raspon od 3,6 metara i po tome bili veće rožne tvorevine od istih tvorevina kod bilo kojih drugih parnoprstaša koji su ikada postojali. Kao i današnji jeleni, rogove je svake godine gubio, da bi mu umjesto starih narasli novi. Međutim, unatoč svom nazivu, Megaloceros giganteus nije bio najveća vrsta jelena koja je ikada postojala. Današnji los, a naročito jedinke koje se mogu naći na Aljaski, po težini ga znatno premašuju. Osim toga, divovska vrsta Alces latifrons je s težinom od 1400 kg bila mnogo teža od njega.
Budući da je Megaloceros giganteus prisutan na mnogim pećinskim crtežima pećinskih ljudi iz perioda ledenog doba, može se zaključiti da je on bio važna lovina ranih ljudi koji su nastanjivali Europu. Na tim crtežima prikazan je s tamnosmeđim leđima i bjelkastim prsima, pa se na taj način može odrediti njegova boja. Na nekim crtežima može se raspoznati trokutasta struktura u predjelu ramena. Skelet Megalocerosa u predjelu ramena, slično losu, pokazuje snažno produženje bodlji kičmenih pršljenova, koje su kao takve s velikom vjerojatnosti služile za pričvršćivanje dodatnih mišića, koji su mu služili pri nošenju teških rogova. Sličnu strukturu imao je i Alces latifrons, kod kojeg su veliki rogovi također bili prisutni. Na pećinskim crtežima je taj dio tijela naročito izražen, zbog čega je tu moguća prisutnost dodatnog masnog i mišićavog tkiva. Za razliku od grba kod deva i zebua, koje se sastoje samo od mekog tkiva, grba kod Megalocerosa imala je potporu od kostiju.
Nisu sve vrste roda Megaloceros bile vrlo velike: slično kao i kod ostalih pleistocenskih životinja, razvile su se i patuljaste otočne forme. Megaloceros cazioti s Korzike i Sardinije, koji se razvio iz vrste Megaloceros verticornis, u ramenima je dostizao visinu od samo jednog metra i imao je znatno smanjene rogove. Megaloceros cretensis s Krete bio je još manji, s visinom od 60 cm u ramenima. Zbog svojih kratkih rogova podsjećao je na vrste današnjeg roda Muntiacus.
Nakon novih genetskih analiza zaključeno je da je rodu Megaloceros najbliži srodnik jelen vrste Dama dama, a ne obični jelen, kao što se to dugo smatralo. Megaloceros nije u bliskom srodstvu ni s losom, iako se to često zaključuje na osnovu sličnosti u izgledu rogova.

## Izumiranje
Prije se smatralo da su vrste roda Megaloceros izumrle zbog širenja šuma, u kojima se nisu mogli efikasno kretati zbog svog velikog rogovlja. Međutim, ta pretpostavka je pomalo nelogična s obzirom na to da i dan danas u Euroaziji postoje velika stepska prostranstva. Također je netočna teorija da su izumrli zato što su njihovi rogovi postali preveliki. Megalocerosi su stotinama tisuća godina bili vrlo uspješne vrste i izumrli su u periodu kada i ostale velike vrste životinja. Kao što kaže A. J. Stuart pri Institutu za biologiju Univerziteta College u Londonu, Megaloceros je u zapadnom Sibiru preživio 3000 godina duže nego što se prije smatralo. Za njega i njegov tim to je dokaz da su razlozi izumiranja bili mnogo kompleksniji. On pretpostavlja da je njegovom izumiranju doprinijela činjenica da su njegovi ogromni rogovi sadržavali 8 kg kalcija i 4 kg fosfata, zbog čega je imao potrebu za velikom količinom hranjivih tvari, pa je mogao živjeti samo na onim lokacijama gdje su biljke bile izuzetno hranjive.

## Neke vrsteMegalocerinaporedane kronološkim redom
- M. obscurus, sinonim od Praemegaceros obscurus (Azzaroli, 1953)†[2]

Najranija poznata vrsta iz ranopleistocenske Europe. Imao je duge, iskrivljene rogove.
- M. luochuanensis

Rano- do srednjepleistocenska vrsta čiji se ostaci mogu naći u lesu provincije Shaanxi u Kini.
- M. verticornis,  sinonim od Praemegaceros verticornis (Dawkins, 1872)†[3]

Rano- do srednjepleistocenska vrsta, u bliskom srodstvu s M. obscurus. Ostaci se mogu naći u cijeloj Južnoj Europi. Smatra se da je ona predak mediteranske vrste, a možda i roda Candiacervus.
- M. antecedens

Vrlo je slična vrsti M. giganteus, čak toliko da se često smatra njezinom paleopodvrstom. Rogovi im se razlikuju po tome što su bili kompaktniji, a šiljci blizu osnove rogova su veliki i šire se u obliku otvorene ruke. Nastanjivao je Njemačku tokom srednjeg pleistocena.
- M. pachyosteus sinonim od Sinomegaceros pachyosteus (Young, 1932)†[4]

Srednjopleistocenski Kina i Japan. Imao je duge, zakrivljene rogove.
- M. savini, sinonim od Praedama savini (Dawkins, 1887)†[5]

Srednjopleistocenska vrsta, neznatno veća od soba, prvi put pronađena u blizini Sainte Savinea (Francuska). Rogovi su mu bili pravi sa šiljcima sličnim trnju. Šiljci najbliži osnovi rogova širili su se u obliku otvorene ruke.
- M. cazioti, sinonim od Praemegaceros cazioti (Depéret, 1897) †[6]

Patuljasta mediteranska vrsta s kasnopleistocenske Sardinije i Korzike. Imala je visinu od 1 metra, a vjeruje se da je potekla od vrste M. verticornis.
- M. dawkinsi, sinonim od Praemegaceros dawkinsi (Newton, 1882)†[7]

Kasnopleistocenska vrsta iz Velike Britanije, vrlo slična vrsti M. savini. Vrlo je moguće da su se prvi ljudski doseljenici na tim prostorima susreli s tom vrstom, budući da su pronađeni djelići rogova koji su obrađivani primitivnim alatima.
- M. giganteus

Najveća, najpoznatija i jedna od posljednjih vrsta tog roda, visine oko 2 metra u ramenima. Tokom posljednjeg ledenog doba mogla se naći u Euroaziji od Irske do Kine.